# Ethambutol/isoniazid/pyrazinamide/rifampicin
Ethambutol / isoniazid / pyrazinamide / rifampicin, hay còn gọi là ethambutol / isoniazid / pyrazinamide / rifampin, là một loại thuốc dùng cho bệnh lao. Đây là loại thuốc kết hợp giữa ethambutol, isoniazid, pyrazinamide và rifampicin. Loại thuốc này thường được sử dụng đơn hoặc uống với các loại thuốc thuốc chống lao khác. Nó được dung nạp vào cơ thể qua đường uống.
Các tác dụng phụ là của những thuốc trong thành phần. Pyridoxine có thể được sử dụng để giảm nguy cơ gây tê. Nó không được khuyến cáo ở những người có vấn đề về gan hoặc các vấn đề nghiêm trọng về thận. Ngoài ra, loại tthuooscn này có thể không phù hợp ở trẻ em. Không rõ độ an tòa của nó trong thời kì mang thai.
Loại thuốc này được nằm trong Danh sách các loại thuốc thiết yếu của Tổ chức Y tế Thế giới, loại thuốc hiệu quả và an toàn nhất cần có trong hệ thống y tế. Tại Vương quốc Anh, chi phí NHS 98,75 bảng Anh cho một tháng dùng thuốc điển hình vào năm 2015. Nó được bán dưới tên thương hiệu là Voractiv và Rimstar ở Anh.